# Глен, Джон (политик, Великобритания)
Джон Филип Глен (англ. John Philip Glen; род. 1 апреля 1974, Бат) — британский политик, министр канцелярии Кабинета, генеральный казначей (2023—2024).

## Биография
Окончил Мэнсфилд-колледж Оксфордского университета, Фицуильям-колледж Кембриджского университета и Королевский колледж Лондона.
В 1990-е годы участвовал в социальных проектах консервативной христианской организации Conservative Christian Fellowship. Около двенадцати лет занимался бизнесом, в частности являлся старшим советником главы отдела стратегии компании Accenture, в том числе координировал организацию участия компании во Всемирном экономическом форуме. В 2010 году избран в Палату общин от избирательного округа Солсбери.
25 октября 2022 года по завершении правительственного кризиса был сформирован кабинет Риши Сунака, в котором Глен был назначен главным секретарём Казначейства с правом участия в заседаниях правительства.
13 ноября 2023 года в ходе серии кадровых перестановок в правительстве перемещён в кресло министра канцелярии Кабинета, генерального казначея.
5 июля 2024 года после поражения консерваторов на парламентских выборах было сформировано лейбористское правительство Кира Стармера, в котором Глен не получил никакого назначения.
8 июля 2024 года включён в состав временного теневого правительства Риши Сунака в должности теневого генерального казначея.